# Битва при Лоосі
Битва при Лоосі проходила з 25 вересня по 8 жовтня 1915 року у Франції на Західному фронті під час Першої світової війни. Це був найбільший британський напад 1915 року, коли вперше британці застосували отруйний газ, і це було перше масове залучення частин Нової армії. Французи та англійці намагалися прорвати оборону Німеччини в Артуа і Шампані відновити рух війни. Незважаючи на вдосконалені методи, більшу кількість боєприпасів та кращу техніку, франко-англійські атаки в основному стримували німці, за винятком втрат територій. Британська газова атака не змогла нейтралізувати захисників, а артилерійський обстріл був надто коротким, щоб зруйнувати колючий дріт або гнізда кулеметів. Майстерність німецької тактичної оборони все ще значно перевершувала британське наступальне планування та доктрину, що призвело до поразки британців.